# المر رایس
المر رایس (انگلیسی: Elmer Rice؛ ۲۸ سپتامبر ۱۸۹۲ – ۸ مهٔ ۱۹۶۷) یک نویسنده، نمایش‌نامه‌نویس، و فیلم‌نامه‌نویس اهل ایالات متحده آمریکا بود.